# Scolopsomorpha africana
Scolopsomorpha africana är en insektsart som beskrevs av Melichar 1912. Scolopsomorpha africana ingår i släktet Scolopsomorpha och familjen Tropiduchidae. Inga underarter finns listade i Catalogue of Life.